# Celler Beiträge zur Landes- und Kulturgeschichte
Die Celler Beiträge zur Landes- und Kulturgeschichte zählen laut ihrem Untertitel zur „Schriftenreihe des Stadtarchiv Stadtarchivs und des Bomann-Museums Celle“, die teils auch als Schriftenreihe des Stadtarchivs Celle und des Bomann-Museums der Stadt Celle benannt ist.
Die seit 1995 unregelmäßig erscheinende Zeitschrift erschien bisher – teils bezugnehmend auf den Themenzusammenhang – auch im Verlag für Regionalgeschichte in Bielefeld und Gütersloh und in Bad Karlshafen bei der Deutschen Hugenotten-Gesellschaft. Einzelne Bände zählen zudem zur Reihe der Arbeitshefte zur Denkmalpflege in Niedersachsen.
Das Periodikum ist Nachfolger der Schriftenreihe des Stadtarchivs Celle und des Bomann-Museums.